# Mainero (cognome)
Mainero è un cognome di lingua italiana.

## Varianti
Maineri, Mainieri, Majneri, Manieri, Maniero, Mayneri.

## Origine e diffusione
Il cognome è tipico dell'Italia settentrionale.
Potrebbe derivare dal prenome Mainero.
La variante Manieri è salentina.

## Persone
- Guido Mainero (1995) – calciatore argentino